# Државни универзитет
Државни универзитет је универзитет који је у државном власништву или прима значајна јавна средства путем националне или поднационалне владе, за разлику од приватног универзитета. Да ли се национални универзитет сматра државним, разликује се од једне земље (или региона) до друге, у великој мери зависи од специфичног образовног система.

## Државни универзитети у Србији
У Србији око 85% студената похађа државне универзитете, уз благи пад последњих година у корист приватних. Студенти са добрим академским успехом плаћају само административне таксе мање од 100 евра годишње. Студенти који не положе довољно предмета у току године морају је обновити, где плаћају делимичну или пуну школарину, која се креће од 500 до 2.000 евра годишње. По броју уписаних студената, најзначајнији су Универзитет у Београду, Универзитет у Новом Саду, Универзитет у Нишу и Универзитет у Крагујевцу.

## Најпознатији државни универзитети
Најквалитетнији државни универзитети на свету махом се налазе у САД и Уједињеном Краљевству. Историјски гледано, многи престижни универзитети у САД су приватни, посебно Ајви лига. Међутим, државни универзитети постају све престижнији и селективнији.
- Универзитет Калифорније у Берклију
- Универзитет у Оксфорду
- Универзитет Вашингтона
- Универзитет у Кембриџу